# Frederick J. Jackson
Frederick J. Jackson (Pittsburgh, Pensilvania, 21 de septiembre de 1886-Hollywood, California, 22 de mayo de 1953) fue un autor, dramaturgo y guionista estadounidense. Escribió para más de 50 películas entre 1912 y 1946. Durante cuarenta años, una docena de sus obras fueron producidas en Broadway. Varias de sus obras se convirtieron en películas, incluida The Bishop Misbehaves.

## Filmografía selecta

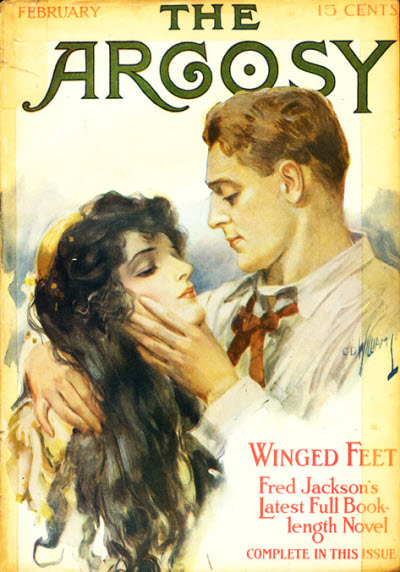
Jackson publicó decenas de historias en revistas; "Winged Feet" apareció en The Argosy en 1914.

Un selección de su filmografía es la siguiente:
- The Fatal Ring (1917)
- Let's Elope (1919)
- Arizona Express (1924)
- The Lone Chance (1924)
- Shadows of Paris (1924)
- The Naughty Wife (1925)[4]
- Her Man o' War (1926)
- The Hole in the Wall (1929)
- The Jade Box (1930)
- The Perfect Lady (1931)
- Let's Love and Laugh (1931)
- That's My Uncle (1935)
- School for Husbands (1937)
- This Woman is Mine (1941)
- Stormy Weather (1943)
- Hi Diddle Diddle (1943)

## Obra de teatro selecta
Destaca su obra de teatro:
- The Bishop Misbehaves (1934)